# Canton de Rennes-le-Blosne
Le canton de Rennes-le-Blosne est une ancienne division administrative française, située dans le département d'Ille-et-Vilaine et la région Bretagne.

## Composition

Rennes découpée en cantons. Les points sont les bureaux de vote.

Rennes (fraction) soit le quartier Le Blosne entre l'avenue Henri Fréville à l'ouest, les boulevards Leroux et Grimaud au nord et la rue de Vern à l'est.

## Histoire
Ce canton est créé par un décret du 25 janvier 1982 scindant alors le canton de Rennes-VII. Il est d'abord dénommé « canton de Rennes-VII-2 » avant de prendre le nom de « canton de Rennes-le-Blosne » par décret du 16 janvier 1985.
| Période | Période | Identité                 | Étiquette | Qualité                                                                                           |
| ------- | ------- | ------------------------ | --------- | ------------------------------------------------------------------------------------------------- |
| 1982    | 2011    | Jean Normand (1939-2017) | PS        | Conseiller technique - adjoint au maire de Rennes (1977-2008)                                     |
| 2011    | 2015    | Frédéric Bourcier        | PS        | Chef d'entreprise - adjoint au maire de Rennes depuis 2001 Elu en 2015 dans le Canton de Rennes-3 |

## Démographie
| 1990   | 1999   | 2006   | 2011   | 2012   |
| ------ | ------ | ------ | ------ | ------ |
| 24 368 | 21 151 | 19 994 | 19 506 | 19 672 |